# سليم عمار
سليم عمار (و. 1927 – 1999 م) هو طبيب نفسي وكاتب ومعالج نفسي وشاعر وطبيب وأستاذ جامعي تونسي، ولد في سوسة وتوفي في باريس عن عمر يناهز 72 عاماً.

## أعمال بارزة
من أهم أعماله:
- الأطباء وطب الإسلام ‏
- Problèmes de notre temps: 167 poèmes écrits de 1988 à 1995 ‏
- تشريح جثث الحرب ‏
- قصيدة الطب العربي ‏